# Gran Tuc de Colomèrs
El Gran Pico de Colomers es un pico de los Pirineos con una altitud de 2933 metros; está situado en el límite de las comarcas del Valle de Arán, Alta Ribagorza y Pallars Sobirá, todas ellas en la provincia de Lérida.

## Descripción
En la vertiente norte del Gran Pico de Colomers se encuentra el Circo de Colomers, siendo el pico el punto más alto del Circo de Colomers, entre los picos más altos destacan la Creu de Colomèrs (2895 m) o el pico de Ratera (2862 m). El circo de Colomers se encuentra en el municipio del Alto Arán dentro de la comarca del Valle de Arán.
El Circo de Colomers está formado por una cincuentena de lagos de origen glaciar de diferentes tamaños y formas, entre los que destacan el lago Mayor de Colomers, Obago, lago Long, Lac des Cabidornats o lago de Ratera de Colomers. 
En la vertiente suroeste del Gran Pico de Colomers se encuentra el Valle de Contraix que forma parte del Parque nacional de Aiguas Tortas y Lago de San Mauricio, en este valle destacan los lagos glaciares del Contraix y los Gelats, y es el nacimiento del Barranco de Contraix que desemboca en el río San Nicolás en el Valle del mismo nombre, cerca se encuentra el lago Llong. Este valle está situado en el término municipal de la Valle de Bohí dentro de la comarca de la Alta Ribagorza.
En la vertiente sureste del pico se encuentra el valle de Colomers de Espot que forma parte del Parque nacional de Aiguas Tortas y Lago de San Mauricio, este valle pertenece al término municipal de Espot dentro de la comarca del Pallars Sobirá. Dentro del valle de Colomérs Espot destacan los lagos glaciares del lago del Bergús y los lagos helados del Bergús.

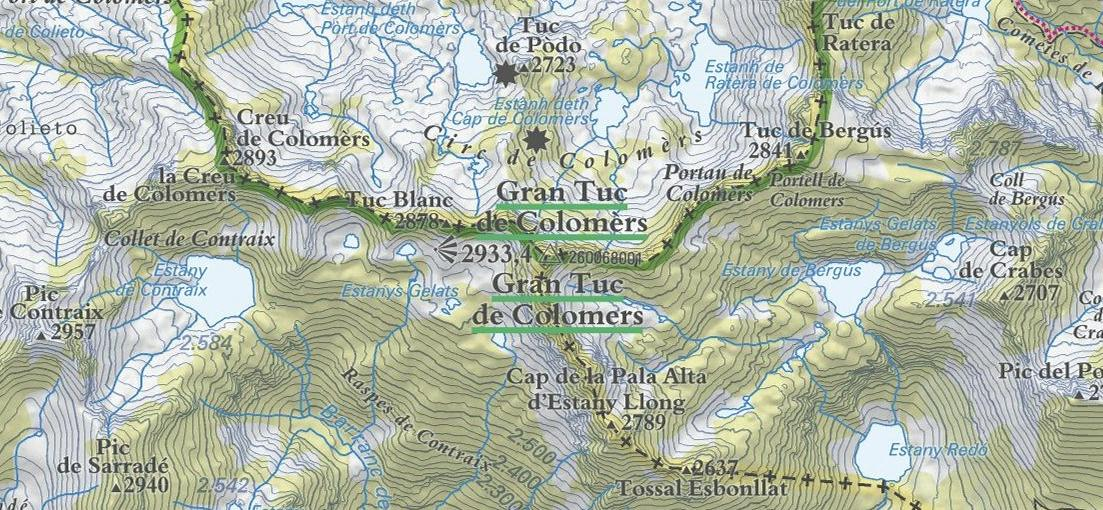
Mapa topográfico 1:50.000 del Gran Tuc de Colomers